# Iiro Tarkki
Iiro Tarkki (né le 1er juillet 1985 à Rauma en Finlande) est un joueur professionnel finlandais de hockey sur glace. Il évolue au poste de gardien de but. Il est le frère de Tuomas Tarkki.

## Biographie

### Carrière en club
Formé au Lukko Rauma, il fait ses premières apparition dans la SM-liiga en 2003. Il passe professionnel en 2006. En 2011, il part en Amérique du Nord et s'aligne avec le Crunch de Syracuse dans la Ligue américaine de hockey. Le 8 janvier 2012, il joue son premier match dans la Ligue nationale de hockey avec les Ducks d'Anaheim face aux Blue Jackets de Columbus.

### Carrière internationale
Il représente la Finlande au niveau international. Il prend part à son premier championnat du monde en 2010.